# Suintement froid

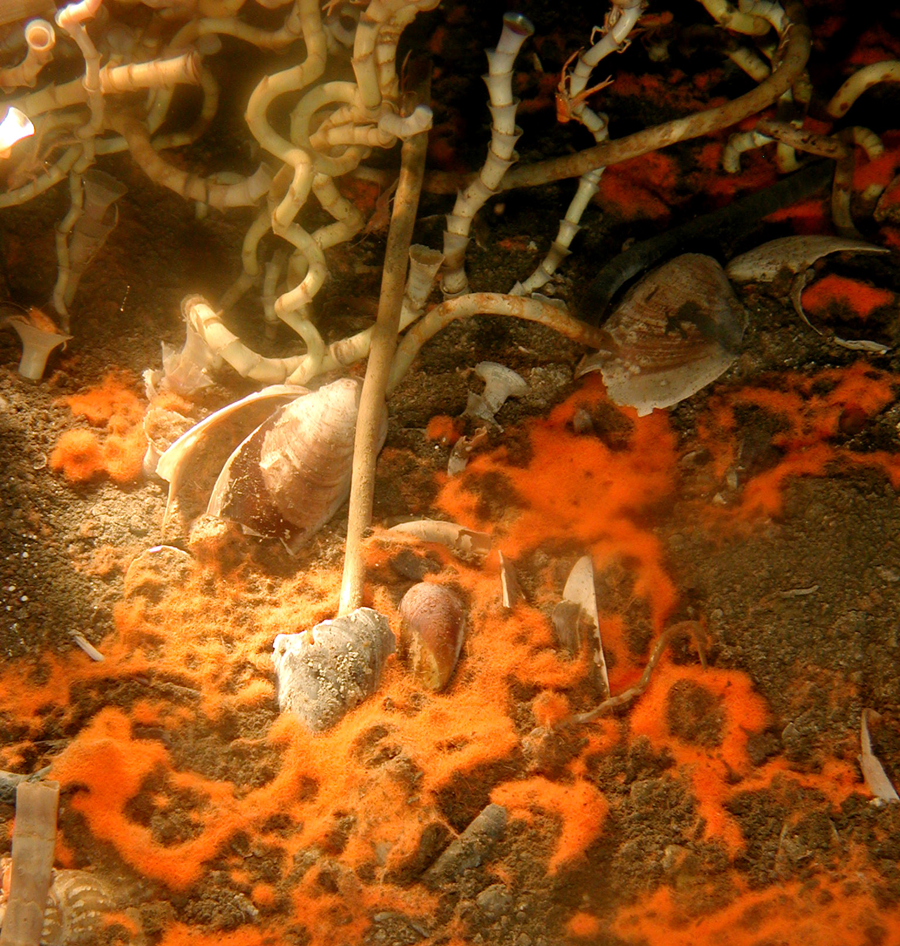
Vers tubicoles à association symbiotique Lamellibrachia luymesi d'un suintement froid à 550 m de profondeur dans le golfe du Mexique, dans les sédiments autour d'un tapis orange de bactéries Beggiatoa spp. et des coquilles vides de palourdes et d'escargots, qui sont aussi des espèces vivant dans ou autour du suintement froid.

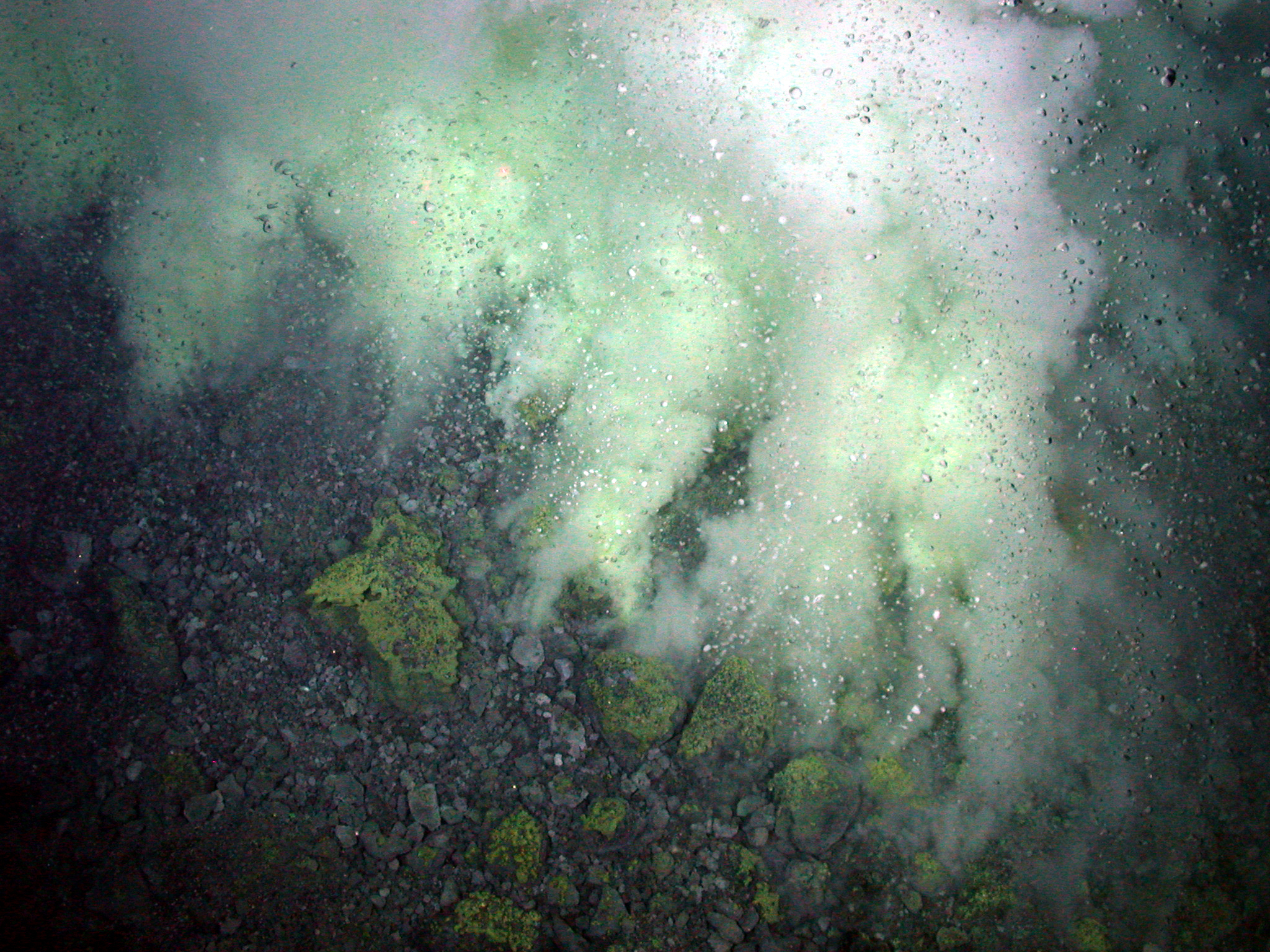
De nombreux suintements froids (d'où se dégage probablement du CO2) sur les pentes d'un volcan sous-marin. Des concrétions sulfureuses sont visibles autour des émanations.

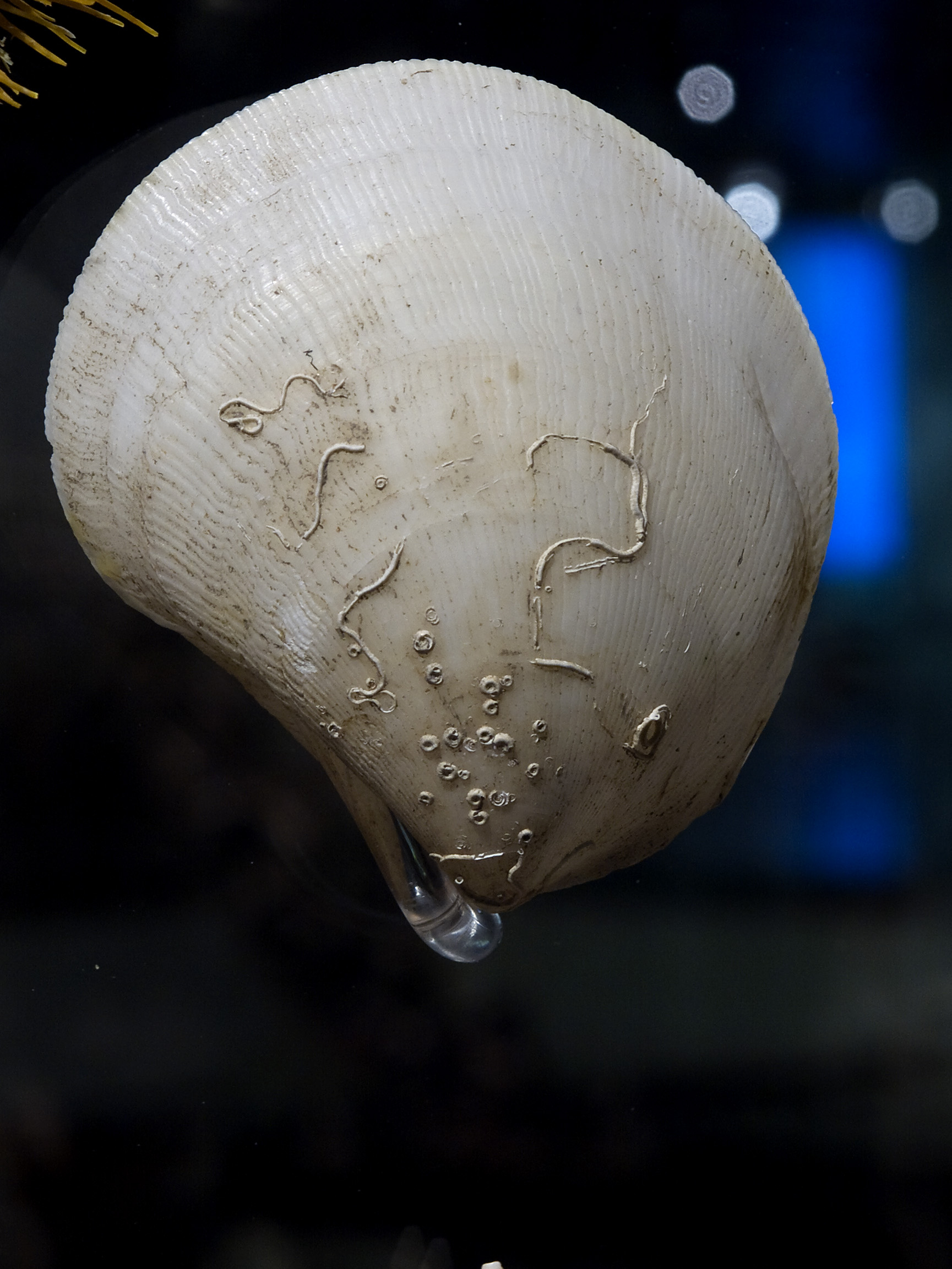
Coquille (11 cm à l'âge adulte) de Acesta bullisi, espèce vivant associée avec le ver géant Lamellibrachia luymesi dont il mange une grande partie des œufs

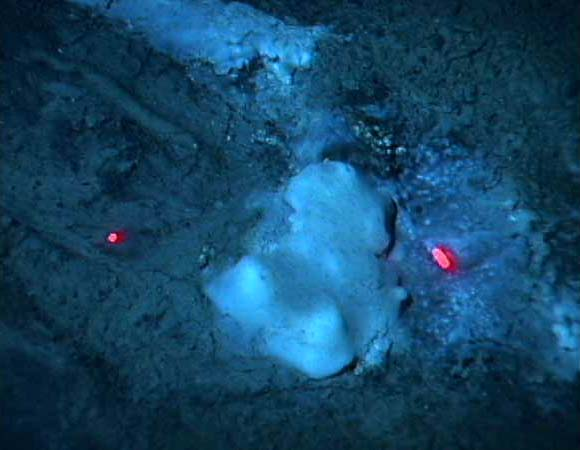
Film bactérien (biofilm) blanchâtre, composé de bactéries sulfato-réductrices du genre Beggiatoa et de l'ordre des Thiotrichales, photographié sur une zone d'infiltrations froides (Blake Ridge, Caroline du Sud). Les deux points rouges sont ceux des pointeurs laser du véhicule submersible Alvin

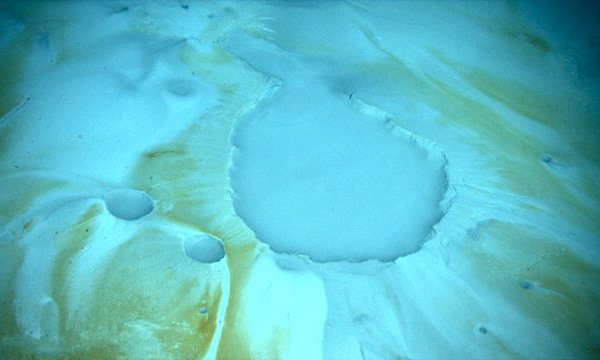
Résurgence en petits lacs de saumure toxique (plus dense et plus lourde que l'eau de mer) ici dans une zone profonde (Green Canyon 246 ou GC246) explorée en 2010 par l'expédition Lophelia II 2010 (NOAA-OER/BOEMRE) en raison d'une bathymétrie complexe et d'anomalies d'amplitude sismique.

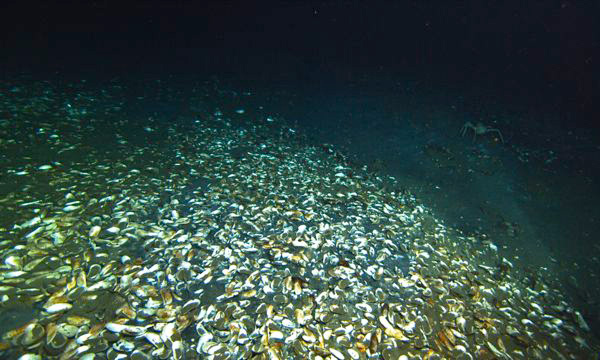
Lit de coquilles de moules ou palourdes mortes en bordure de l'accumulation de saumure photographiée ci-dessus, lors de la même expédition

Les expressions « suintement froid » et « émission de fluide froid » désignent, par opposition à l'émission de fluide chaud des sources hydrothermales, des lieux sous-marins d'émanation permanente de sulfure d'hydrogène, de méthane et d'autres hydrocarbures, à basse température (< 40 °C). Ces suintements se produisent au niveau du plancher océanique, ou parfois sur les flancs d'un mont sous-marin. Ils sont parfois associés à un lac de saumure, une accumulation locale (petit lac) d'eau très saline et très dense (saumure).
Suintement froid est aussi le nom donné aux systèmes biologiques et à l'écosystème qui se constituent autour de la sortie de ce fluide froid. Ces écosystèmes sont une sorte d'équivalent froid des fumeurs noirs qui se forment également à grande profondeur mais sur des sources hydrothermales très chaudes.

## Intérêt scientifique
Les suintements froids sont à la fois un habitat et un écosystème de « milieu extrême ». Mieux les comprendre pourrait faire avancer les connaissances sur l'origine de la vie ou sur la possibilité de vie sur d'autres planètes. On y trouve des espèces qui résistent, au moins dans une certaine mesure, à la toxicité du pétrole et d'autres hydrocarbures, et qui montrent même une aptitude remarquable à le dégrader pour s'en nourrir. L'abondance de la biomasse microbienne et de la méiofaune associée autour des suintements riches en hydrocarbures soutient l'hypothèse d'un fort enrichissement du réseau trophique benthique par les microbes et la méiofaune. Ces espèces et ces systèmes intéressent fortement les spécialistes de la dépollution des sols.
Par ailleurs, du méthane est parfois abondant dans les fluides froids. Or le méthane est un puissant gaz à effet de serre, et son cycle dans l'environnement est encore mal compris, notamment à partir des hydrates de méthane piégés dans les fonds océaniques froids. Certaines bactéries des zones de suintements froids s'avèrent capables de dégrader ce méthane.
Enfin, on y trouve de nombreuses espèces, souvent endémiques et qui étaient encore inconnues de la science avant les années 1960-1970. Certaines sont chimiotrophes (elles tirent leur énergie de réactions chimiques, et non de la matière organique) ; d'autres sont dépendantes de ces espèces chimiotrophes.
Ces habitats contribuent à la biodiversité marine, bactérienne notamment. Les espèces animales qu'on y trouve sont phylogénétiquement proches et assez semblables physiologiquement et anatomiquement à celles qui vivent autour des sources chaudes. 
L'écosystème y présente des similitudes, mais aussi d'importantes différences (dont en chimie de l'environnement, toxicité et dynamique des fluides), qui semblent se traduire par des différences très significative en termes de durée de vie, de taille des individus, ou de taux de croissance). Ces paramètres font l'objet de nombreux travaux depuis les années 1980, notamment dans le golfe du Mexique, qui est riche en suintements et sources chaudes, assez facilement accessibles aux chercheurs.

## Géographie et répartition
Ces systèmes sont pour partie apparentés à ceux des fumeurs noirs, présents dans les zones volcaniques sous-marines, et qui eux aussi abritent des formes de vie uniques dépendant des émanations des cheminées hydrothermales.
Comme eux, ils se manifestent aux fonds des mers, et souvent dans des zones d'activité volcanique, tectonique ou sismique (les petites Antilles, Galápagos, etc.). Les « mofettes » sous-marines peuvent aussi se situer dans les zones de volcans sous-marins et jouxter des sources chaudes.
À la différence des fumeurs noirs, les suintements froids nécessitent qu'il y ait eu une accumulation profonde et ancienne de sédiments riches en matières organiques. Sous l'effet de la pression, les gaz et des hydrocarbures plus ou moins dissous dans l'eau peuvent alors fuir dans l'eau, à partir du fond marin. Si ce suintement est régulier et durable, il pourra servir de source d'énergie chimique à des organismes bactériens, dont certains sont symbiotes de vers marins ou d'autres espèces, et qui à leur tour abritent ou nourrissent de nombreux animaux.
Ces zones doivent être géologiquement stables, sinon — comme sur les marges actives de la fosse du Japon, ou du prisme de la Barbade — la subduction induite par la tectonique des plaques entraîne une migration profonde des hydrocarbures issus de la lente décomposition de la matière organique. Les patrons (ou patterns) de distribution biogéographique font l'objet d'études. Les conditions d'apparition d'écosystèmes de suintements froids semblent bien réunies sur certains points des bordures des plateaux continentaux, par exemple en aval d'anciens grands estuaires ou dans de vastes baies, là où les matières en suspension ont pu rapidement sédimenter et s'accumuler.
Plusieurs zones de ce type font l'objet de l'attention des spécialistes. Sur les marges continentales de l'Amérique, c'est le cas du golfe du Mexique. Dans cette zone (Nord et NW du Golfe, en limite de talus continental dans les zones profondes de suintement d'hydrocarbures), des études — depuis les années 1870 — ont clairement montré que les communautés chimiotrophes sont très courantes ; trente-neuf traits de chalut profond ont été faits sur trente-trois sites répondant aux critères de présence d'écosystèmes de suintements froids (à -180 à −900 m ; de l'aval du delta du Mississippi aux flancs du talus continental dans le nord du Golfe). Des vers tubicoles, moules et/palourdes (vivants ou morts), connus pour vivre avec des bactéries endosymbiotes ont été récupérés sur vingt-et-un sites sur les pentes sous-marines du nord du golfe du Mexique. Les vers tubicoles ont été trouvés sur dix-huit de ces vingt-et-un sites. Des palourdes ont été trouvées sur douze de ces vingt-et-un sites et des moules sur cinq de ces sites. L'analyse isotopique du carbone des tissus de ces animaux a confirmé l'association chimio-synthétique (pour les vingt-et-un sites). Des carottages ont montré pour chacun de ces sites la présence effective d'hydrocarbures. Neuf des trente carottes étaient même visiblement tachées de pétrole. Les échantillons faits au chalut à des endroits où des sédiments huileux ont été récupérés contenaient tous au moins une  espèce  d'organisme chimiosynthétique associé aux suintements froids, et ils représentaient les captures les plus abondantes d'animaux contenant des endosymbiotes.
Sur les marges du continent africain, le golfe de Guinée intéresse les spécialistes pour des raisons similaires.

## Géologie, géochimie
Des remontées de bulles gazeuses (éventuellement toxiques pour la plupart des espèces), sortent du fond marin ou d'anfractuosité des pentes d'anciens cratères sous-marin, des rifts océaniques, des zones à haute activité tectonique ou des zones riches en hydrocarbures. Si ces émanations s'avèrent trop toxiques (avec des taux très élevés de soufre ou de dioxyde de carbone), il n'est pas rare de trouver des petits poissons ou des crevettes morts asphyxiés autour de la « fumerolle océanique ». Au contraire, si ces suintements relâchent surtout des hydrocarbures comme le méthane (par exemple dans le golfe du Mexique à plus de 3 000 mètres de profondeur), ils peuvent permettre un foisonnement de vie sous-marine, avec des moules, coraux mous, vestimentifères, crabes, zoarcidaes... dépendant des bactéries méthanotrophes.
Au fil du temps, les suintements froids développent une microtopographie unique, du fait notamment des interactions chimiques entre le méthane, la vie bactérienne (méthanotrophe notamment) et l'eau de mer, créant des formations de roches carbonatées et de véritables récifs profonds. L'ikaïte, un carbonate de calcium hydraté, peut être associé à l'oxydation du méthane provenant de ces suintements froids.

## Écologie

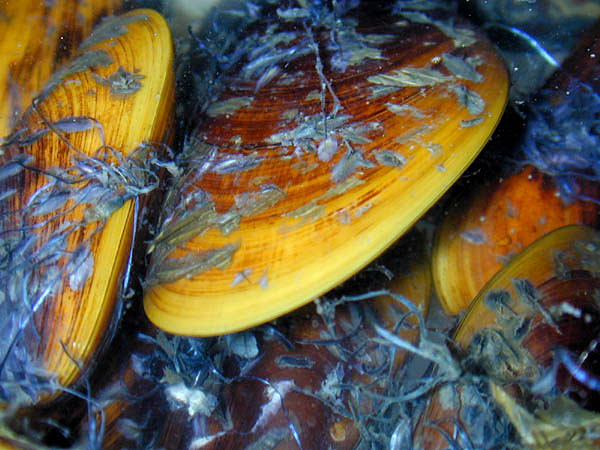
Bathymodiolus childressi est l'espèce de moule dominante parmi les mytilidés trouvés dans les communautés de suintements froids du Golfe du Mexique

Une communauté importante d'espèces hétérotrophes se construit sur chaque suintement froids s'il est assez durable. Ces communautés accueillent deux types d'espèces :
- celles qui sont exclusivement adaptées à ces milieux (invertébrés mollusques et crustacés notamment)
- et d'autres espèces également trouvées ailleurs dans l'environnement marin[7].

L'espèce animale dominante n'est pas toujours la même. MacDonald et al. (1990) ont décrit quatre grands types de communauté, selon qu'elles soient dominées par : 
- des vers, (Vestimentifera ; vers tubiformes lamellibranches dont barhami et Escarpiaspp) dans le golfe du Mexique[7],
- des mytilidés (moules)[7],
- d'autres bivalves de la famille des Vesicomyidae (dont notammentVesicomya cordata et Calyptogena ponderosa)[7],
- une endofaune associée de Lucinidae ou Thyasiridae (ex : Lucinoma sp.ou Thyasirasp.)[7].

Des biofilms bactériens sont présents sur tous les sites visités à ce jour.
Les associations bactériennes et fauniques présentes tendent à former des communautés aux caractéristiques distinctes en termes de taille, d'âge, d'assemblage, selon les caractéristiques géobiologiques et chimiques de la source froide et du substrat, et dans une certaine mesure, selon la faune hétérotrophe ou détritivore qui s'associe et se reproduit avec cette communauté.
Toutes ces espèces sont encore mal connues, et bon nombre de celles qui ont été trouvées dans ces communautés de suintements froids du golfe du Mexique étaient nouvelles pour la science et demeurent des espèces non décrites.
Des cas particuliers étudiés sont les suintement froid situés en zone arctique ou antarctique, également associés à une augmentation de la production locale de biomasse. Il semble possible que dans un contexte de basses températures et de manque de lumière en hiver, elles jouent, même à relativement faible profondeur, un rôle écologique (« effet-oasis ») proportionnellement plus important. Au point de suintement de Nyegga/Storegga (0,7 °C à 750 m) les ROV observent des pingos associés à des tapis de vers tubicoles (Siboglinidae) et d'importants biofilms bactériens ; des "chambres" cryptiques entourées de roches carbonatées dérivées du méthane où vivent des pycnogonides géants ("araignées de mer") et des ophiures ; des roches carbonatées saillantes avec des cnidaria, crinoïdes, étoiles et anémones de mer, mais aussi des bassins sédimentaires isolés, où l'on observe des poissons particulièrement inactifs (peut-être en raison du froid, d'une alimentation stable, de la rareté de prédateurs, du manque d'oxygène...). Les gènes de bactéries locales montre une grande proximité génétique avec par exemple les gammaprotéobactéries des fluides hydrothermaux de la fosse d'Okinawa, ou des bactéries intestinales de larves de morue ou des bactéries trouvés près d'icebergs de l'Antarctique.

### Les vers tubicoles
Formant des agrégats de plusieurs milliers d'individus, parfois géants, ce sont les organismes les plus visibles. Ils semblent jouer un rôle essentiel dans les communautés qui se constituent autour des suintements froids. Les « touffes » de vers abritent elles-mêmes plus d'une centaine d'autres espèces.
Croissance et âge
Autour des sources froides, la croissance des vers tubicoles est bien plus lente qu'elle ne l'est autour des sources chaudes. Mais ils semblent en revanche y vivre beaucoup plus vieux, et y deviennent parfois jusqu'à trois fois plus grands :
- les plus grands des vers lamellibranches trouvés dans le golfe du Mexique atteignaient environ 3 m de long ;
- leur âge dépasse souvent les 250 ans, et on a estimé que les plus grands et vieux d'entre eux pouvaient dépasser l'âge de 400 ans (Fisher et al, 1997 ; Bergquist et al, 2000.)[7] ;
- leur vitesse de croissance semble fortement varier, selon l'accès qu'ils ont aux nutriments ou pour d'autres raisons non encore comprises.

L'observation chez treize vers tubériformes marqués et mesurés a varié fortement (allant de l'absence de croissance sur une année à une croissance maximale de 9,6 cm/an chez un individu lamellibranche (MacDonald, 2002) . Le taux de croissance moyen était de 2,19 cm/an pour les espèces d' Escarpia et de 2,92 cm/an pour des lamellibrachidés. Leur croissance est nettement plus lente que celle de leurs "cousins" des sources hydrothermales, mais on a trouvé des Lamellibrachia deux à trois fois plus longs que le plus grand spécimen jamais trouvé (au moment de l'étude) dans des communautés hydrothermales. Plusieurs exemplaires d'espèces de Lamellibrachia mesurant plus de 3 m ont été collectés à plusieurs reprises. Leur âge probable a été estimé à plus de 400 ans,.
Reproduction
Comme pour toutes les espèces connues vivant à grande profondeur et dans l'eau froide, leur croissance est lente et leur reproduction est tardive. Ces vers ont en outre une reproduction non saisonnière. De plus, le recrutement (c'est-à-dire l'arrivée de nouveaux individus dans la colonie) semble également aléatoire ou épisodique.
Ces vers sont sexués. Une curiosité biologique a été récemment découverte chez le ver tubicole géant (50 cm environ le plus souvent, mais pouvant atteindre plus de 2 m de long, et vivant alors depuis plus de 200 ans,,) de l'espèce Lamellibrachia luymesi (décrit par van der Land et Norrevang en 1975). Cette espèce trouvée dans les eaux profondes de la Louisiane au nord du golfe du Mexique, est un polychète vestimentifère de la famille des Siboglinidae vivant près de suintements froids riches en méthane, à des profondeurs comprises entre 400 et 700 m. Il est dépourvu de bouche, d'anus et d'intestin, tirant ses nutriments d'une flore bactérienne symbiote chimiosynthétique qui oxyde le soufre des bactéries,. 
Curieusement, ce ver géant était très souvent trouvé physiquement associé à une moule géante de l'espèce Acesta bullisi, décrite par Vokes, en 1963. Il est apparu que la ponte des vers géants femelles était en fait détournée par ce gros coquillage, qui semble même principalement (à l'âge adulte) se nourrir des « ovocytes » (au stade précédant la réunion de l'ADN mâle et femelle) de ces vers géants qui pondent tout au long de l'année . La reproduction du ver géant semble fonctionner en association étroite et unique avec ce grand bivalve (dont la taille adulte est d'environ 11 cm).
Cette sorte de moule géante vit en permanence attachée à l'ouverture antérieure du tube du ver Lamellibrachia luymesi, au moyen d'un organe spécial (Voir photos). Des analyses isotopiques conduisent à penser qu'elle se nourrit de la libération périodique d’œufs (oophagie) des femelles de vers tubicoles. Cette association entre des bivalves et des vers tubicoles a été fortuitement découverte en 1984 (Boland, 1986), et n'a pas été comprise tout de suite. Presque tous les individus matures du bivalve Acesta trouvés étaient associés à des vers tubicoles femelles et non associés à des vers mâles, et les rares individus trouvés accolés à des vers mâles étaient de plus petite taille. C'est cet indice et d'autres collectes faites par Järnegren et son équipe (2005) qui semblent avoir résolu ce mystère de la coexistence de ces deux espèces. Reste à déterminer s'il s'agit d'une forme de parasitisme qui ne profite qu'au bivalve qui lui n'est pas chimiotrophe et ne semble pas disposer d'association bactérienne symbiotique, et qui trouverait ainsi une manière durable de se nourrir, ou s'il y a une réelle relation d'interaction durable entre ces deux espèces.

### Les moulesméthanotrophes
Le taux de croissance de moules méthanotrophes vivant sur les sites de suintements froids a été étudié dans les années 1990. Il est en moyenne comparable à ceux des moules qui grandiraient sur un milieu littoral à des températures similaires, mais Fisher a montré que les moules juvéniles grandissent d'abord très rapidement sur les sites de suintement à hydrocarbures, mais qu'ensuite, leur croissance est nettement ralentie.
Les individus, comme les communautés semblent caractérisés par une très longue durée de vie. 
Ces moules méthano-dépendantes ont des exigences chimiques très strictes. Ceci les confine aux zones de suintement les plus actives (dans les zones étudiées du golfe du Mexique, mais grâce à leur taux de croissance rapide quand elles sont jeunes, la recolonisation de sites perturbés ou la colonisation d'une nouvelle source suintante pourrait survenir relativement rapidement. On a montré que ces moules ont besoin d'un substrat dur où elles fixent leurs byssus. Il est donc probable que leur nombre puisse augmenter si un support approprié leur était fourni ; (principe du récif artificiel) (Fisher, 1995).
Deux espèces se trouvent toujours associées aux bancs ou lits de moules ; un gastéropode (Bathynerita naticoidea et une petite crevette de la famille des Alvinocarididae ; ceci suggère une possible relation symbiotique ou d'interaction durable (à confirmer), et que ces espèces endémiques ont d'excellentes capacités de dispersion biologique et qu'elles peuvent tolérer une large gamme de conditions écologiques (MacDonald, 2002).

## Cycle local du carbone
Les biomasses varient de 10 a 70 kg/m2 en poids frais pour les suintement de saumures et de fluides froids et d'hydrocarbures de l'Oregon et du Japon, de l'éventail des Laurentides, des Barbades et de la Louisiane
La dissolution acide complexifie le cycle du carbone autour des sources chaudes : le taux de dissolution des carbonates des coquilles de bivalve morts peut être augmenté de 100 fois à proximité d'une source chaude (acide sulfurique, acide carbonique…). Ce phénomène semble beaucoup moins important sur les suintements froids et notamment pour les palourdes.
Contrairement aux bancs de moules, les lits de palourdes chimiosynthétiques peuvent visuellement et physiquement persister longtemps, sans l'apport de nouveaux individus vivants (en raison de taux de dissolution bas, et de faibles taux de sédimentation). La plupart des lits de palourdes étudiés par Powell (1995) étaient inactifs, et il n'y avait que rarement rencontré des individus vivants. Powell a estimé qu'en 50 ans, les extinctions locales et recolonisation devrait être progressives et extrêmement rares. Mais, contrastant avec ces lits très peu actifs, une première communauté active a été découverte dans le centre du golfe du Mexique, composée de nombreuses palourdes vivantes et actives. Ce sont les images et données obtenues à partir de cette communauté qui ont servi à élaborer les hypothèses de durée de vie, de taux de mortalité, de ratio individus morts/individus vivants, etc. ainsi que de premiers modèles de patterns spatiaux (Rosman et al., 1987a).

## Les bactéries
Elles se développent en vaste biofilm, souvent filamenteux et parfois épais là où le pétrole ou du gaz naturel percole dans le sédiment. Ces biofilms bactériens couvrent la surface du sédiment, et parfois des structures plus proches de la verticale. Des bactéries libres peuvent aussi être trouvées en suspension dans le milieu, ou dans le sédiment. 
Des biofilms ont été trouvés sur tous les sites de suintement riches en hydrocarbures. Ces bactéries pourraient exercer une concurrence avec la faune majeure pour l'accès aux sulfures et au méthane comme source d'énergie, mais elles contribuent dans tous les cas substantiellement à la production globale de ces écosystèmes (MacDonald, 1998b). 
- Les tapis bactériens non pigmentés (blancs) étudiés au large de l'Amérique (Louisiane/golfe du Mexique) sont composés d'espèces de bactéries autotrophes du genre Beggiatoa (Bactérie sulfato-réductrice), avec plusieurs espèces nouvelles découvertes dans les années 1980-1990 au large de la Louisiane (à -130 à -550 m)[6].

Inversement, les tapis orange semblent produit par des bactéries au métabolisme mal identifié mais non-chimiosynthétique (MacDonald, 1998b).
Les tapis bactériens les plus visibles se construisent à l'interface entre le sédiment ou le substrat biogénique et la zone de réduction chimique par l'oxygène de l'eau issue du suintement froid. C'est la zone où le méthane dissous et d'autres hydrocarbures sont émis, mais on a cependant peu de preuves que les organismes puissent utiliser ces hydrocarbures directement.
Des granules de soufre élémentaire (S0) sont observés dans les cellules des Beggiatoa, et les biofilms et tapis bactériens contiennent des teneurs très élevées de soufre élémentaire (jusqu'à 193,940 ppm). La chair des Beggiatoa est isotopiquement appauvrie en carbone 13 (δ13C = -27,9 ‰ PDB). Les données géochimiques suggèrent que les espèces de Beggiatoa font partie d'un assemblage complexe de bactéries vivant dans les sédiments de suintements froids.
Du H2S provient de la réduction des sulfates par les bactéries, phénomène qui accompagne l'oxydation des hydrocarbures par les bactéries quand les sédiments sont anoxiques. La communauté bactérienne chimiotrophe oxyde ce H2S et fixe un carbone qui est isotopiquement traçable, provenant du CO2 qui résulte de l'oxydation des hydrocarbures par les bactéries. 
Les tapis de Beggiatoa semblent aussi retarder la diffusion d'hydrocarbures dans la colonne d'eau en retenant physiquement les fluides dans les sédiments, une fonction qui pourrait améliorer la production par d'autres bactéries de l'H2S et du CO2 nécessaires aux Beggiatoa.

## Méiofaune, dont nématodes
Des études faites sur des suintements huileux (Isla Vista) ont suggéré que la méiofaune, et en particulier les nématodes, puissent jouer un rôle important dans l'enrichissement trophique de ces écosystèmes, en rendant la biomasse bactérienne plus facilement disponible pour le réseau trophique benthique. Cette hypothèse a été confortée par une analyse conjointe de l'abondance de la méiofaune, et des pigments bactériens trouvés (à l'intérieur, et à l'extérieur du tapis de bactéries nourries par le suintement huileux dans ce même site d'Isla Vista).
Des carottes prélevées dans le tapis bactérien filamenteux ont confirmé sa haute teneur en hydrocarbures (jusqu'à 50 % de pétrole brut). La méiofaune y était également abondante dans et hors du tapis bactérien, avec en moyenne 1 à 9 × 106 individus par mètre carré. Cependant la structure des communautés de la méiofaune varie très fortement dans et hors du tapis bactérien. Par exemple, les Harpacticoïdes représentaient 19 % de la faune hors des tapis, mais seulement environ 1 % à l'intérieur. Les concentrations en pigment étaient comparables dans et hors des tapis. Dans les deux cas la phaéophytine était le pigment dominant (120 mg/m2), devant la chlorophylle (29,8 mg/m2). L'écart entre les deux pigments était beaucoup plus grand dans les microalgues et dans la méiofaune du tapis bactérien qu'à l'extérieur de ce dernier, ce qui suggère que les tapis de bactéries constituent un environnement plus hétérogène que celui qui l'entoure.

## Équilibres écologiques?
Carney, en 1993 a pour la première fois signalé que dans de tels systèmes, un déséquilibre qui serait entretenu par une prédation ou perturbation chronique pourrait ou devrait théoriquement conduire des prédateurs à pouvoir assez rapidement exterminer toute la population d'un banc de moules local (à cause notamment de patrons de recrutement très sporadiques, qui avantagent les prédateurs). De vastes champs de coquilles de palourdes mortes pourraient inciter à le penser, au moins pour cette espèce.
Mais l'ancienneté géologique de ces systèmes est attestée par les fossiles. De plus, l'âge canonique de certaines moules et surtout celui atteint par certains vers tubicoles (environ 400 ans) montre que ces communautés ont perduré longtemps. 
Il est évident que les systèmes de suintements froids interagissent avec la faune prédatrice des fonds marins de manière complexe, mais les effets de la prédation sur et au sein de ces communautés sont encore mal compris (MacDonald, 2002).
Certains chercheurs se demandent pourquoi les prédateurs des grands fonds n'utilisent pas plus ces oasis pour se nourrir plus facilement, ou n'y exercent apparemment pas de surprédation. 
En fait, des analyses isotopiques montrent que des consommateurs associés et intermédiaires tels que les crustacés de la famille des Galatheidae et des gastéropodes de la famille des Neritidae, ont un régime alimentaire composé de nourriture provenant du suintement, mais aussi de l'environnement. Sur certains sites, des invertébrés endémiques dont on s'attendait à ce qu'ils se nourrissent exclusivement ou en grande partie à partir du suintement tiraient néanmoins jusqu'à environ la moitié de leurs ressources alimentaires de l'environnement marin d'arrière-plan. On a montré que le méthane émis dans les profondeurs pouvait aussi être associé à des molécules toxiques non dégradables (dont du mercure, que les bactéries peuvent transformer en méthylmercure, encore plus toxique). Peut-être que les animaux qui vivent du méthane et du soufre des suintements sont moins appétents, et que les prédateurs doivent aussi pour survivre trouver une nourriture plus propre, ce qui expliquerait que ces écosystèmes ne soient pas pillés. Des études en cours portent notamment sur ces aspects.